# Ievgueni Popov
Ievgueni Aleksàndrovitx Popov (en rus Евгений Александрович Попов; Penza, 18 de setembre de 1984) és un ciclista rus que va ser professional del 2006 al 2011.
Fou medalla de bronze en el Campionat del món en ruta sub-23 de 2005, disputat a Madrid, sent superat sols per Dmitrò Hrabovski i William Walker.

## Palmarès
- 2005
  - Campió del món en ruta militar
  - Vencedor d'una etapa als Cinc anells de Moscou
  - Vencedor d'una etapa al Triptyque des Barrages
- 2006
  - 1r a la Omloop der Kempen